# Юрьевский (посёлок)
Юрьевский — посёлок в Плавском районе Тульской области России.
В рамках административно-территориального устройства входит в Пригородный сельский округ Плавского района, в рамках организации местного самоуправления включается в Пригородное сельское поселение.

## География
Расположен на реке Плава, в 3 км к северу от центра города Плавска, в 56 км к юго-западу от центра Тулы.

## Население
| 2002 | 2010 |
| ---- | ---- |
| 243  | ↘239 |

Население — 239 чел. (2010).